# GNU WebSocket4J
GNU WebSocket4J est une implémentation du protocole Websocket, écrite en Java par Marek Aaron Sapota, et maintenue pour le projet GNU depuis 2010.

## Historique
Il existait plusieurs implémentations WebSocket en Java lorsque l'auteur lança son projet, mais aucune ne répondaient aux critères recherchés, parmi lesquels la simplicité d'utilisation des WebSockets écrits en JavaScript.
WebSocket4J est un projet GNU depuis la version 1.3.

## Caractéristiques techniques
GNU WebSocket4J permet de concevoir des applications web capables d'interagir avec une machine virtuelle Java. Il implémente les parties serveur et client du protocole et permet par conséquent de concevoir des serveurs comme des clients WebSocket.